# 第42軍 (德國國防軍)

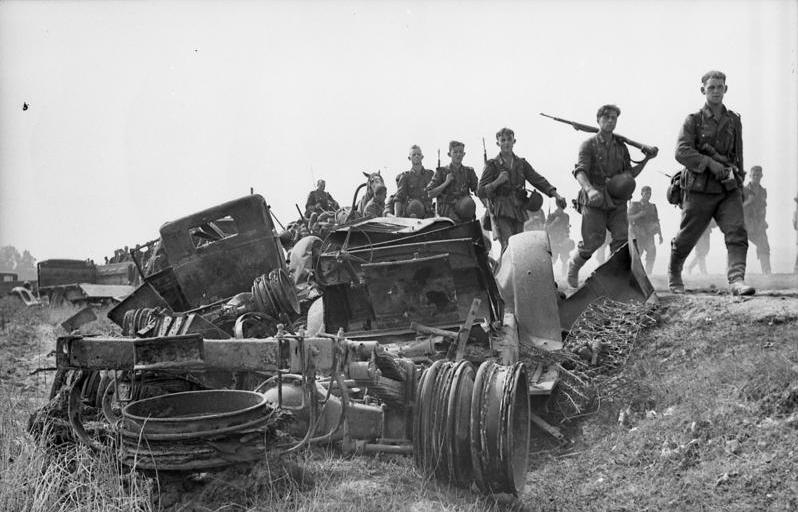
第42军在行进过程中

第42军（德语:XXXXII. Armeekorps）是第二次世界大战时期德国国防军的一个军级单位。1940年1月29日，第42军在纳粹德国第十三军区（纽伦堡）组建，首任指挥官是工兵上将沃尔特·昆策 （Walter Kuntze）。
1940年，该部队参与了法国战役后，1941年开始被部署在东线战场，直到1945年战争结束。1942年6月至8月期间，该军又被称为马滕克洛特集团军（Gruppe Mattenklott），此后该军作为主力参与了克里米亚地区的战争，直到1943年4月。1945年1月，该军在苏军维斯瓦河攻势中被全歼。

## 第二次世界大战

### 1940年
1940年初，法国战役打响，刚刚建立不到两个月的的第42军被编入伦德施泰德大将指挥的A集团军，作为预备队跟随部队集结向色当地区推进。1940年6月9日，法国战役第二阶段进攻开始，第42军被调入第九集团军，转而部署在埃纳河一线。第九集团军一路突破魏刚将军部署在埃纳河的“魏刚防线”，随即沿马恩河及塞纳河追击脱逃的法军。6月16日，贝当元帅宣布与德国停战，法国战役结束，此时的第42军已经越过了卢瓦尔河，其下辖的第25师、第291师和第96师甚至已经进入了达布尔以北的地区。
西线战事结束后，第42军被编入第16集团军，负责保卫弗拉芒海岸免遭登陆及入侵。1940年7月中旬，第42军同时接管了斯海尔德河口和格里内斯角的海岸防务。同月，第42军的编制多次变动，由于海岸防线的军事换防导致下辖部队不断变更。
1941年
1941年4月底至6月，第42军原先隶属的第16集团军被调往东线，原本驻扎保卫海岸线的部队成立了一支全新的集团军，番号为第15集团军。但是很快，第42军也得到脱离集团军并调往东线的命令。在巴巴罗萨行动即将开始时，第42师终于赶到东线战场并编入中央集团军群（原A集团军），并参加了行动最初的比亚韦斯托克战役。6月28日，第42军短暂的划归第9集团军指挥，同时下辖的第87师占领比亚韦斯托克。7月中旬，该军再次脱离第9集团军，转而调至第18集团军，参与爱沙尼亚海岸附近发生的战斗。8月28日，第42军占领塔林市，不到两个月后，又快速占领了位于波罗的海的穆恩岛、奥塞尔岛和达戈岛。随着列宁格勒被德芬联军封锁，东欧三国的战事告一段落，第42军再次被调离原集团军，转而编入隶属南方集团军群、由曼施坦因将军指挥的第11集团军，开始向克里米亚半岛及刻赤地区进发。

## 历任指挥官
- 沃尔特·昆策工兵上将（1940年2月15日–1941年10月24日）
- 汉斯·格拉夫·冯·斯波内克中将（1941年10月24日至29日）
- 布鲁诺·比勒(Bruno Bieler)步兵上将（1941年10月29日–1942年1月1日）
- 弗朗茨·马滕克洛特步兵上将（1942年1月1日—1944年6月14日）
- 赫尔曼·雷克纳格尔(Hermann Recknagel)步兵上将（1944年6月14日至1945年1月23日）